# 35(t) 전차
35(t) 전차는 제2차 세계대전이 발발하기 전에 체코슬로바키아의 스코다 사가 개발한 경전차로, 35(t)의 원래 제식명은 LT-35 또는 LT vz. 35였지만, 독일이 체코슬로바키아를 병합한 이후 나치 독일군이 제식 전차로 채용하면서 이름을 Panzerkampfwagen 35(t) (Pz.Kpfw. 35(t))로 바꾸어 제2차 세계 대전 중에 나치 독일군의 주요 전차 전력으로 활용되었다. 또한 보통 35(t) 전차(Panzer 35(t))라 불리며 t는 독일어로 체코슬로바키아(독일어: Tschechoslowakei)를 뜻한다.

## 상세 사항
35(t)전차(LT-35)는 1리벳 고정식 장갑과 2인승 포탑, 후방 엔진 및 조종석 등 1930년대 후반의 틀에 박힌 전차 설계였다. 주포는 스코다 37mm M1934(Škoda vz 34) 전차포로서 37.2mm 포였으며, 전차장이 조작했다. 포탄은 72발을 바닥에 탑재했다. 주포에는 7.92mm 동축 기관총이 설치되었다 . 포탑의 2번째 승무원은 주포 장전수였다. 조종수는 차체 전면 오른쪽에 앉았으며, 차체 전면 장갑판에 고정된 7.92mm 기관총 사수를 겸했다. 7.92mm 기관총의 탄환은 모두 2,700발을 탑재했다.

## 개발
LT vz35는 체코의 공장인 스코다에서 개발되어 1936년부터 생산되었다. 1937년, 80대가 ČKD에서 조립되었다. 전체 생산량은 434대였으며, 이중 체코슬로바키아 육군용이 298대, 루마니아 육군용 126대(스코다 R-2라는 제식명을 부여받았다), 불가리아 육군용(T-11)이 10대였다. 체코슬로바키아 육군은 1934년 10월에 S-II-a로 첫 번째 주문을 했고, 경전차에 나타나는 수많은 결점에도 불구하고 전차 개발을 강행했다. 1935년 10월 30일에 1차 생산물량 160대를 주문했고, 1936년 7월에 납품이 시작되었다. 체코슬로바키아 육군은 1937년 11월에 103대를 추가 주문했고, 3차 35대는 1938년에 주문했다. 1936년 8월, 루마니아가 126대를 주문했고, 이 차량들은 1937년 5월부터 납품되었다. 아프가니스탄은 1938년에 10대를 주문했는데, 이 차량들은 독일의 명령에 따라 1939년에 불가리아로 수출되었다. 1939년 3월, 독일 국방군(Wehrmacht)는 체코슬로바키아군으로부터 219대를 노획했다.

## 운용 역사
LT vz.35 전차는 체코슬로바키아 육군에서 1937년에서 1939년까지 사용되었다. 1939년 체코슬로바키아 육군의 219대는 독일군에 노획되었다. 노획된 LT vz. 35 전차는 LTM 35라는 이름으로 독일군 기병대가 1939년 6월 5일부터 사용하기 시작했다. 1940년 1월 16일 이후, 이 전차들은 Pz.Kpfw. 35(t)라는 이름으로 독일군 기갑부대의 제식 장비가 되었다. (t)는 독일어로 tschechoslowakisch , 체코슬로바키아라는 의미로 노획 장비임을 나타내주는 표시다. 독일 6 기갑사단(아직 1 경기계화사단으로 불리던 때에)은 이 전차로 무장했고, 1939년 폴란드 침공, 프랑스 (1940년), 1941년 소련에서 사용했다.
러시아에서 전투는 한대 기후 작전에서는 성능 부족이라는 사실이 드러났다. 11월 말, 모든 35(t) 전차는 작전 불가상태로 보고되었다. 얇은 장갑과 부족한 화력과 더불어 이런 약점은 모든 전차부대에서 35(t)전차를 제외시키게 되었고, 작전 가능한 26대는 1942년에 루마니아에 팔렸다. 1940년부터 더 이상 제1선에서 사용할 수 부분은 없었고, 이미 1941년 여름 전투 시즌이 마지막이라는 결정을 내렸다. 35(t)전차는 슬로바키아와 루마니아에서 몇 년간 사용되었고, 독일군은 일부를 탄약수송차량으로 개조하여 사용했다.
추축국 슬로바키아 육군은 79대를 소련과 전투에 투입했고, 불가리아는 1940년에 독일로부터 원조받은 26대를 사용했는데 26대 중 10대는 성능 개량형인 A-7 전차포를 장비한 10대였고, 일반 A-3 전차포를 사용한 것이 16대였다. 루마니아는 초기형 126대를 1941년과 1942년에 대소련전에서 사용했다. 20대는 76.2mm 대전차포를 탑재한 TACAM R-2 전차구축차로 개조되었다.

## 파생형
- S-ll-a - 시험생산형의 최초 설계 모델
- LT vz. 35 - 체코슬로바키아제 기본형(37 mm A-3 전차포 장착)
- T-11 - 전차포를 37mm A-7로 교체한 불가리아 수출용 모델
- LTM 35 – 1940년 1월까지 독일군 기병대에서 사용할 당시 명칭
- Panzerkampfwagen 35(t) - LT-35의 독일측 제식명
- Panzerbefehlswagen 35(t) - 독일군용 지휘 전차형
- Mörserzugmittel 35(t) - 독일군 자주박격포 차량
- R2 - 루마니아군의 명칭
- TACAM R2 - 루마니아가 R-2(LT-35) 차체를 이용하여 개조한 구축전차
- T21 - 헝가리가 투란용으로 생산한 더 커진 시험형

## 같이 보기
- 40M 투란 - 헝가리제 전차
- 38(t) 전차